# Нижній Томлай
Ни́жній Томла́й (рос. Нижний Томлай, чув. Анатри Тăмлай) — присілок у Чувашії Російської Федерації, у складі Ярабайкасинського сільського поселення Моргауського району.
Населення — 44 особи (2010; 53 в 2002, 40 в 1979; 125 в 1939, 119 в 1926, 165 в 1906, 122 в 1858). Національний склад — чуваші, росіяни.

## Історія
Історична назва — Перший Томлай. Утворився як виселок села Владимировське (Анат-Кіняри). До 1866 року селяни мали статус державних, займались землеробством, тваринництвом, ткацтвом, ковальством, ковальством, виробництвом хліба, взуття, одягу та скла. 1929 року утворено колгосп «імені Свердлова». До 1920 року присілок перебував у складі Сюндирської волості Козьмодемьянського, а до 1927 року — Чебоксарського повіту. 1927 року присілок переданий до складу Татаркасинського району, 1935 року — до складу Ішлейського, 1944 року — до складу Моргауського, 1959 року — до складу Сундирського, 1962 року — до складу Чебоксарського, 1964 року — повернутий до складу Моргауського району.

## Господарство
У присілку діє магазин.